# ننبو (دهانه)
ننبو یک دهانه برخوردی در ماه‌ است.